# Апанли (притока Курушан)
Апанли́ — мала річка в Україні, в межах Бердянського району Запорізької області, ліва притока річки Курушан (басейн Азовського моря).

## Опис
Довжина річки 13 км, площа басейну 68,1 км². Бере початок від села Богданівка. Протікає через село Зелений Яр і колись через колонії німців-менонітів. Тече на захід. Найближчим селом до впадіння Апанли в Курушан є село Благодатне.
Притоки: маленькі потічки.